# (15417) Babylon
(15417) Babylon (1998 DH34) – planetoida z grupy pasa głównego asteroid okrążająca Słońce w ciągu 7,87 lat w średniej odległości 3,95 j.a. Odkryta 27 lutego 1998 roku.